# Arystyp
Arystyp z Cyreny (ok. 435-356 p.n.e.) – filozof grecki, założyciel szkoły cyrenaików.
Był uczniem Sokratesa, a wcześniej zapoznał się także z poglądami Protagorasa. Spośród uczniów Sokratesa zachował największą niezależność względem jego nauk. W swoich rozważaniach zbliżał się do sofistów. Upodabniał go do nich także wędrowny tryb życia i zwyczaj pobierania opłaty za naukę. W przeciwieństwie do Antystenesa i cyników cenił życie wygodne i światowe.
U podstaw poglądów Arystypa i cyrenaików leży przekonanie, że pożyteczne jest jedynie zgłębianie zagadnień praktycznych (mających zastosowanie dla ludzkiego życia), a nie teoretycznych (poznanie jako cel sam w sobie). Cyrenaicy uznawali zajmowanie się filozofią przyrody za bezcelowe, zarówno ze względu na jej brak praktycznej użyteczności, jak i ze względu na to, że obiektywna rzeczywistość nie jest według nich dostępna ludzkiemu poznaniu. Jedynym źródłem wiedzy o świecie jest subiektywne świadectwo zmysłów, ale pozwala ono wnioskować jedynie o naturze samych doznań, a nie o naturze rzeczy, które je wywołują, m.in. ze względu na niemożność porównania własnych doznań z doznaniami innych ludzi.
W etyce Arystyp wyznawał hedonizm, głosząc, że celem życia i motywem każdego działania człowieka jest doświadczanie przyjemności. Uważany jest za najbardziej skrajnego hedonistę w historii filozofii. Filozofia cyrenaików nadaje przyjemności wymiar moralny: dobre jest to, co jest przyjemne, a złe to, co przykre. Przyjemność według Arystypa ma charakter cielesny i zmysłowy, a także jest stanem chwilowym, dlatego należy go odnawiać. Szczęście jednostki mierzy się sumą przelotnych przyjemności. W przeciwieństwie do Epikura, który twierdził, że przyjemność polega na braku cierpienia, Arystyp uważał, że osiągnięcie przyjemności wymaga postawy aktywnej. Filozofia Arystypa nie czyniła rozróżnienia między rodzajami przyjemności ani czynnikami, które ją wywołują, w myśl zasady:  "Przyjemność różni się od przyjemności tylko tym, że jedna od drugiej jest przyjemniejsza".
Córką Arystypa była Arete z Cyreny, również filozof, która sprawowała pieczę nad dziedzictwem ojca i przekazała jego nauki córce i synowi – Arystypowi Młodszemu, przyczyniając się do ustalenia kanonu myśli Arystypa.
Uczniowie Arystypa rozwijali i modyfikowali jego doktrynę, która po przekształceniach stała się bazą dla szkoły Epikura.